# Felix Hamrin
Felix Teodor Hamrin (ur. 14 stycznia 1875 w Mönsterås, zm. 27 listopada 1937 w Jönköping) – szwedzki przemysłowiec i polityk.

## Kariera
W drugim rządzie Carla Gustafa Ekmana (1930–1932) pełnił funkcję ministra finansów. 6 sierpnia 1932 objął stanowisko premiera. Zrezygnował zeń (26 września 1932) po wyborach do parlamentu, w których znaczny wzrost poparcia odnotowali socjaldemokraci. Od 1936 przewodniczył Partii Ludowej.